# شون راجيت
شون راجيت (بالإنجليزية: Sean Raggett)‏ هو لاعب كرة قدم بريطاني في مركز الدفاع، ولد في 17 أبريل 1994 في Gillingham, Kent ‏ في المملكة المتحدة. لعب مع نورويتش سيتي.

## وصلات خارجية
- شون راجيت على موقع قاعدة بيانات كرة القدم.إي يو (الإنجليزية)
- شون راجيت على موقع Soccerbase.com (لاعب) (الإنجليزية)
- شون راجيت على موقع Soccerway.com (الإنجليزية)